# Perasmian
Perasmian is een bestuurslaag in het regentschap Simalungun van de provincie Noord-Sumatra, Indonesië. Perasmian telt 1101 inwoners (volkstelling 2010).